# Jan Zemełka
Jan Zemełka (ur. 1539 w Kurowie koło Konina, zm. 27 grudnia 1607 w Koninie) – polski lekarz i filozof, działacz społeczny.
Był synem Anny i Macieja Zemełków (ojciec był sołtysem Kurowa). Jego mieszczańska rodzina wzbogaciła się dzięki udzielaniu kredytów kapitałowych. Ojciec zakupił place w Koninie, folusz na Borzętowie i sołectwo w Kurowie, wsi miejskiej Konina. Rozpoczął budowę pierwszej murowanej kamienicy w konińskim rynku („domu Zemełki”).
Jan Zemełka w 1560 r. podjął studia na Akademii Krakowskiej na Wydziale Sztuk Wyzwolonych, które ukończył w 1569 roku  ze stopniem mistrza (magister artium). Później w latach 1570–1571 przebywał w Krakowie odpracowując – zgodnie ze zwyczajem – dwa lata w charakterze pomocnika profesora. Następnie kontynuował studia na słynnym uniwersytecie w Padwie na wydziale medyko-filozoficznym uzyskując w 1575 r. tytuł doktora medycyny i filozofii.
Po powrocie do kraju i krótkim pobycie w Koninie Zemełka przeniósł się do Kalisza, w którym spędził kolejne lata, podczas których aż 11 razy pełnił funkcje urzędowe (burmistrza, wójta, rajcy) oraz prowadził praktykę lekarską. Ożenił się z córką złotnika Marcina Rożka z Koła. Podczas zarazy w 1588 r. Zemełka tajemniczo zniknął z Kalisza z miejską kasą.
Uposażył w 1599 r. kolegium mansjonarskie w Koninie, zapisując 12 713 florenów, sprzęty i szaty liturgiczne, kamienicę oraz księgozbiór. Gdy zmarł bezpotomnie, uposażył szpitale w Koninie i w Kaliszu, utworzył fundację stypendialną dla niezamożnych synów mieszczan z Konina, Koła i Kalisza. Darował 600 florenów Koninowi i zapisał 100 florenów na studia włoskie z teologii. Został pochowany w podziemiach konińskiej kaplicy św. Jana Chrzciciela (Zemeliańskiej), którą sam ufundował.
Swojej Alma Mater, Uniwersytetowi Jagiellońskiemu, w 1602 r. ufundował pierwszą w Polsce katedrę anatomii i botaniki lekarskiej. 
W Koninie z jego imieniem wiążą się: „dom Zemełki”, pierwszy murowany dom w Koninie, „kaplica Zemełki” przy farze św. Bartłomieja, Osiedle Jana Zemełki.